# میله (شرکت)
میله (/ˈmiːlə/ MEE-lə؛ آلمانی: [ˈmiːlə]) یک تولید کننده آلمانی لوازم خانگی و تجهیزات تجاری پیشرفته است که دفتر مرکزی آن در گوترسلو، استوستفالن-لیپه قرار دارد. این شرکت در سال ۱۸۹۹ توسط کارل میله و راینهارت تسینکان تأسیس شد و همیشه یک شرکت خانوادگی و تحت مدیریت بوده است. مشهور است که میله با کیفیت ترین و ارزشمندترین برند لوازم خانگی در دنیا است. 

## تاریخچه
میله در سال ۱۹۲۷ تولید جاروبرقی را آغاز کرد و در سال ۱۹۲۹ اولین ماشین ظرفشویی برقی در اروپا توسط میله تولید شد. از سال ۱۹۳۰، موتور سیکلت نیز توسط میله ساخته شد. در سال ۱۹۳۲، میله بزرگترین کارخانه سانتریفیوژ در اروپا بود. در طول جنگ جهانی دوم، میله واحدهای کنترلی برای اژدرهای Kriegsmarine آلمانی تولید کرد.
علامت تجاری میله با تأسیس شرکت Miele & Cie در ۱ ژوئیه ۱۸۹۹ تأسیس شد و بر روی تمام ماشین‌ها، پلاک‌های نام، مواد چاپی و تبلیغات تولید شده توسط شرکت ظاهر شد. از اواسط دهه ۱۹۲۰، یکی از ویژگی های تشخیص لوگو، یک خط تیره و شیبدار به عنوان نقطه روی "i" بود.
این علامت تجاری به غیر از سه تغییر جزئی برای انعکاس سلیقه های معاصر بدون تغییر باقی مانده است. در یک نظرسنجی توسط Süddeutsche Zeitung، یکی از روزنامه های برجسته آلمان، نشان داده شد که "i" به تنهایی برای شناسایی نام تجاری Miele کافی است.[نیازمند منبع]
میله محصولات خود را به بازارهای جهانی صادر می کند و در ۴۷ کشور نمایندگی دارد. گسترش آنها به ایالات متحده در سال ۱۹۸۳ آغاز شد، زمانی که آنها دفتر مرکزی شرکت را در سومرست، نیوجرسی تأسیس کردند. در سال ۱۹۹۹، آنها به مقر جدید در پرینستون، که توسط برنده جایزه Driehaus مایکل گریوز طراحی شده بود، نقل مکان کردند. اکثر محصولات در آلمان، سوئیس، اتریش، جمهوری چک و رومانی ساخته می شوند و همچنین ده نمایشگاه در ایالات متحده وجود دارد.

## دستاوردها
- 1899 بنیاد Miele & Cie.; تولید جداکننده کرم
- 1900 تولید کره گیر و ماشین لباسشویی
- 1912-1914 تولید اتومبیل های موتوری (125 وسیله نقلیه)
- 1914 اولین ماشین لباسشویی با موتور الکتریکی. شعبه هایی در بروکسل، بوئنوس آیرس، پاریس، ورشو و وین راه اندازی شد
- 1924-1960 تولید دوچرخه و موتور سیکلت در بیله فلد
- 1927 تولید اولین جاروبرقی
- 1929 تولید اولین ماشین ظرفشویی برقی اروپا[4]
- 1955 شعار هلندی "Miele. Er is geen betere" اختراع شد
- 1956 اولین ماشین لباسشویی تمام اتوماتیک
- 1958 اولین خشک کن خانگی
- 1963 Miele در انگلستان راه اندازی شد
- 1966 اولین خشک کن سنجش رطوبت، T 460
- 1976 اولین ماشین لباسشویی با بارگیری از بالا، WT 489.
- 1978 اولین ماشین لباسشویی، خشک کن و ماشین ظرفشویی با کنترل ریزپردازنده
- 1982 راه اندازی "کلاس جدید Miele" با نوآوری هایی مانند سرعت چرخش 1200 RPM، ساخت و ساز خدمات پسند (جلو لولایی)
- 1986 معرفی درام شستشوی هیدروماتیک با پدل های سوراخ دار در درام که عملکرد شستشو را افزایش می دهد.
- 1987 معرفی اولین ماشین ظرفشویی جهان با سینی کارد و چنگال، G 595 SC
- 1988 اولین ماشین لباسشویی با بارگیری از جلو توسط Miele، WT 745. همچنین در آن سال، Miele شرکت تولید کننده لوازم خانگی حرفه ای Cordes را خریداری کرد.
- ماشین‌های لباسشویی 1989 سری 700 با کنترل الکترونیکی Novotronic تازه‌سازی شده‌اند
- 1990 تولید کننده لوازم آشپزخانه Imperial تصاحب شد
- ماشین‌های لباسشویی سری 900 در سال 1991 با فناوری دستگاه‌های نصب سطحی Novotronic راه‌اندازی شدند. همچنین در آن سال و با سری 900 معرفی شد: سرعت چرخش 1600 دور در دقیقه
- 1991 توسعه و ایجاد فرآیند تمیز کردن مرطوب با مشارکت Kreussler Textile Chemistry
- 1997 اولین ماشین لباسشویی با برنامه ای برای لباس های پشمی قابل شستشو با دست و Miele InfoControl: اولین گیرنده موبایلی که داده های ارسال شده توسط لوازم خانگی Miele را پردازش می کند. WT 745 متوقف شد و WT 945 جانشین آن شد
- 1998 اولین قهوه ساز داخلی تمام اتوماتیک توسط Miele، CVA 620. همچنین در آن سال، Miele یک خشک کن با سوخت گاز را برای مصارف خانگی معرفی کرد، T 478 G.
- 1999 اولین ماشین لباسشویی با سرعت چرخش 1800 دور در دقیقه و موتور FU بدون برس، W397. همچنین در آن سال، Miele 100 سالگی خود را جشن گرفت
- 2001 راه اندازی اختراع "SoftCare" درام الگوی لانه زنبوری
- ماشین لباسشویی و خشک کن Navitronic 2003 با برنامه "Automatic".
- سری جدید ماشین ظرفشویی G 1000/G 2004 2004 با استفاده از فرآیند تولید ثبت شده
- 2005 عملیات TouchControl برای ماشین های ظرفشویی، اجاق گاز، اجاق های بخار و مایکروویو، سی و هفتمین شرکت تابعه Miele در کره راه اندازی شد. تولید آشپزخانه متوقف شد
- سری جدید ماشین لباسشویی/ خشک کن 2006 با طراحی خلاقانه
- سری جدید ماشین لباسشویی و خشک کن 2013 به نام های W1 و T1
- شعار جدید هلند 2014، "Miele. Er is geen betere" به شعار بین المللی "Immer Besser" تغییر یافت.
- Miele 2017 Dialog Oven را با فناوری M-Chef و پخت منوی خودکار راه اندازی کرد

## محصولات

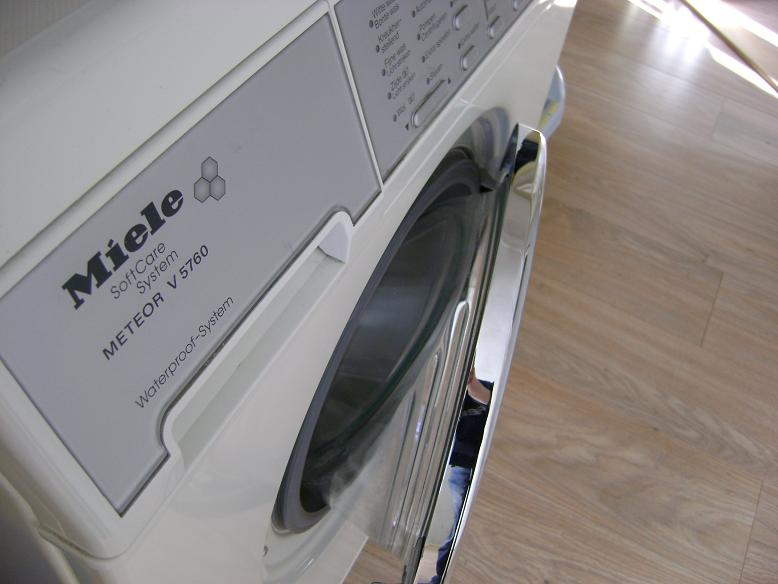
نمونه ای از محصولات این شرکت

میله لوازم خانگی از جمله لوازم خشکشویی تولید می کند. جاروبرقی؛ ماشین ظرفشویی؛ آهن های دوار؛ کوره های همرفتی داخلی، بخار و سرعت. اجاق گاز (هود اجاق گاز، صفحه آشپزی)؛ یخچال و فریزر، یخچال و فریزر داخلی و توکار. و سیستم های قهوه این شرکت همچنین تجهیزات لباسشویی تجاری از جمله ماشین‌های تمیز کردن مرطوب، شستشوی ظروف آزمایشگاهی، ضدعفونی‌کننده‌های دندان و واشر تجهیزات پزشکی را تولید می‌کند.
میله در سال 2007 به عنوان موفق‌ترین شرکت آلمان در آن سال، جایزه دریافت کرد و برنده سال قبل گوگل، که دوم شد، و پورشه، که سوم شد، شکست خورد.
رتبه بندی این جایزه بهترین برندها نتیجه تحقیقات بازار است که معیارهای کلیدی مانند موفقیت فعلی بازار اقتصادی و شناخت و محبوبیت برند در بین مصرف کنندگان را پوشش می دهد. Miele به عنوان بهترین شرکت شناخته شد و همچنین در رده بهترین برند محصول به رتبه پنج رتبه برتر دست یافت. Miele به عنوان بهترین برند لوازم خانگی در بریتانیا توسط کدام مورد تقدیر شد؟ در سال 2007 و دوباره در سال 2008، تنها یکی از دو برندی بود که دو بار متوالی برنده شد. از آن زمان آنها دوباره در سال 2010 برنده شدند.
میله در آمریکای شمالی به عنوان یک برند لوازم خانگی گران‌قیمت به بازار عرضه می‌شود. این شرکت با برندهایی مانند Küppersbusch، Sub-Zero، Wolf & Cove، Gaggenau، Fagor، Viking Range، Dacor، Asko، JennAir و Thermador رقابت می کند.

## شعارها
شعار میله در آلمانی immer besser است که به معنای واقعی کلمه به «ابد بهتر» ترجمه می‌شود، اما می‌تواند به معنای «همیشه بهتر» باشد.